# Chodské nářečí
Chodské nářečí, označované také jako bulačina (buláci, protože místo slovesa být používali bul - já jsem byl = já jsem bul) je dialekt češtiny užívaný na území Chodska (v okolí Domažlic). Toto nářečí patří do západního úseku jihozápadočeské podskupiny české nářeční skupiny, nicméně je velmi odlišné a rozdílné od ostatních. Jako u všech dialektů jeho užívání upadává.

## Hlavní znaky
- změna d > r mezi samohláskami, například dědek > děrek, stodola > storola, bude > bure, teda > tera
- náslovné h, zejména u slov začínajících na u, ale i jindy, například aby > haby, utřít > hutřít, almara > halmara, udit > hudit
- přehlásky typu smál se > smíl se, držel > držíl, sedět > seďít apod.
- dlouhá samohláska u některých tvarů zájmen, infinitivů a příčestí minulých, například vaše > váše, volat > volát, oral > vorál
- nadměrná délka samohlásky u dvojslabičných podstatných jmen: droužka (družička), půdzim, dívče
- příčestí minulé slovesa být ve tvarech bul, bula, buli apod. (spisovně byl, byla, byli) - tato podoba je pravděpodobně již zaniklá, nicméně stala se obecně známou, Chodům bylo kvůli ní přezdíváno Buláci
- dvojhláska ou často se vyslovuje ú př. :dlúho,  kúpím...
- zjednodušení skupiny vj > j: sjet, zjedavej, kjet
- výslovnost slabikotvorného r, l s průvodní polosamohláskou ә (sәrce, hәrneček, vәlk, pәlno), někdy s a (vichr > věchar)

## V beletrii
V beletrii je chodské nářečí zachyceno např. v dílech J. Š. Baara nebo v jediné Erbenově nářeční pohádce Jirka s kozú.
Bulačinou jsou též psány dialogy v románu Aloise Jiráska Psohlavci.